# Morosini (famiglia)
La Casata dei Morosini è un'antica famiglia del patriziato veneziano, compresa tra le dodici famiglie apostoliche.

## Storia
Le origini del casato sono incerte, ma di sicuro molto antiche. Una prima leggenda afferma che i Morosini fossero giunti in Laguna fuggendo da Attila; una seconda, invece, li ritiene originari di Mantova. Tutte le tradizioni, però, sono concordi nel collocarli tra le dodici famiglie apostoliche che parteciparono all'elezione del primo doge Paolo Lucio Anafesto.
Furono coinvolti nella vita pubblica veneziana sin dall'XI secolo e furono presenti e influenti nella politica lagunare sino alla fine della Serenissima, dando tre cardinali, quattro dogi, due regine, due dogaresse, ventisei procuratori di San Marco e politici, cui si aggiunsero commercianti, industriali, uomini d'arme e prelati (fra i quali tre cardinali ed il primo patriarca cattolico di Costantinopoli). Gli interessi della casata si estesero anche all'estero, grazie ai matrimoni fra Tomasina Morosini e il principe Stefano d'Ungheria e fra Costanza e Stefano Vladislav II Re di Serbia.
Nel 1299 lo stemma, che aveva originariamente la fascia orizzontale anziché diagonale, mutò. Secondo "Il Libro dei nobili veneti" di John Temple Leader, quando Albertino Morosini fu fatto Bano di Schiavonia, egli volle includere nel suo stemma la croce d'argento simbolo del banato. Citando Temple, "...perché nel porre la croce sopra la tressa, questa restava coperta, perciò mutò la tressa in una sbarra, e così rimase ai suoi discendenti." Da allora si distinsero due rami, quello "dalla tressa" e quello "dalla sbarra".
Nella serrata del Maggior Consiglio della Repubblica di Venezia del 28 febbraio 1297, in cui si rese provvisoriamente "ereditaria" la carica di membro del Maggior Consiglio, massima istituzione della Repubblica a cui spettava l'elezione del doge della Repubblica di Venezia, i Morosini furono tra le famiglie più influenti come numero di rappresentanti di voto.

## Membri illustri

### Dogi della Repubblica di Venezia
- Domenico Morosini, doge dal 1148 al 1156;
- Marino Morosini, doge dal 1249 al 1253;
- Michele Morosini, doge per quattro mesi nel 1382;
- Francesco Morosini, doge dal 1688 al 1694.

### Dogaresse
- Alidea Morosini, dogaressa consorte di Nicolò Tron dal 1471 al 1473;
- Morosina Morosini, dogaressa consorte di Marino Grimani dal 1595 al 1605.

### Reali
- Tomasina Morosini, regina d'Ungheria dal 1249 al 1315;
- Costanza Morosini, regina di Serbia dal 1316 al 1324.

### Religiosi
- Pietro Morosini, cardinale e legato pontificio in Sicilia;
- Gianfrancesco Morosini, legato pontificio, cardinale e vescovo di Brescia;
- Gianfrancesco Morosini, patriarca di Venezia;
- Giovanni Morosini, vescovo di Chioggia e di Verona;
- Marina Morosini (1730-1790), madre superiore del convento di Santa Maria degli Angeli di Murano, amante di Giacomo Casanova.

### Altri
- Marino Morosini (? - 1301), conte di Ossero dal 1280 alla morte;
- Antonio Morosini, nato nel 1365 da Marco fratello del doge Michele Morosini e da Caterina Moro, scrisse un celebre Diario sulla storia di Venezia;
- Domenico Morosini (1417-1509), dei Morosini dalla Tressa (Santa Maria Zobenigo). Nel 1470 il doge Cristoforo Moro lo nominò suo esecutore testamentario insieme con Giacomo Morosini e Piero Sanudo, nel 1472 fu eletto nel Consiglio dei dieci, nel 1497 iniziò la stesura della sua opera principale, De bene instituta re publica, completata dal figlio Lorenzo;
- Marcantonio Morosini (1434-1509). Nel 1480 fece parte del Collegio in qualità di savio di Terraferma, nel 1481 fu podestà di Bergamo, nel 1487 si recò a Napoli come ambasciatore presso il re Ferrante d'Aragona per mediare un accordo tra quel re e il Papa Innocenzo VIII, nel 1484-1485 fu podestà di Brescia[8], nel 1491 fu podestà di Verona, nel 1494 assunse il capitanato di Padova, nel 1495 prese parte alla Battaglia di Fornovo, nel 1497 entrò a far parte del Consiglio dei dieci;
- Domenico Morosini (1508-1558), dei Morosini dalla Sbarra. Fu un famoso umanista nominato da molti intellettuali come Gian Giorgio Trissino, Pietro Aretino, Vincenzo Brusantini e Giovan Battista Benedetti che gli indirizzò lettere su questioni geometriche. Nel 1542 fu ambasciatore presso Ferdinando I d'Asburgo, nel 1547 fu podestà di Verona, nel 1549 fu ambasciatore presso l'imperatore Carlo V d'Asburgo, nel 1553, venne eletto dal Senato ambasciatore a Roma, nel 1556 fu dei capi del Consiglio dei dieci e dei Savi del Consiglio, nel 1557 dei Savi all'eresia;
- Andrea Morosini (1558-1618), storico e uomo politico;
- Michele Morosini (1611-1678), ambasciatore dal 1648 presso la corte di Francia di Luigi XIV di Francia all'epoca dei movimenti di Fronda contro il cardinale Mazzarino, fu lucido testimone di questi eventi, nella loro analisi e nell’interpretarne tempestivamente i significati sociali e politici[9]; ricoprì il ruolo di mediatore tra Svezia e Polonia a Lubecca nel 1652; ottenne l'incarico di Podestà presso la città di Padova dal novembre del 1662 fino al marzo del 1664; infine, come ultimo incarico d'ambasciatore, rappresentò la Repubblica presso la corte papale di Clemente X nel 1671;
- Giovanni Morosini (1633-1682), dei Morosini dalla Sbarra (San Canciano). Nel 1662 fu eletto podestà di Chioggia, nel 1666 fu ambasciatore alla corte sabauda presso Carlo Emanuele II di Savoia, nel 1668 fu ambasciatore in Francia presso Luigi XIV, nel 1670 ambasciatore all'imperatore Leopoldo I d'Asburgo, nel 1675 convinse il sultano Maometto IV di porre fine al ricetto dei corsari. Nel 1680 acquistò a Padova un palazzo nella contrà di S. Massimo sopra il fiume, il cui giardino sarebbe divenuto, una volta ereditato da Giovanfrancesco, figlio del fratello Domenico, uno dei più celebri orti botanici privati d'Europa;
- Marieta Morosina Priuli (Venezia, XVII secolo), compositrice.

## Galleria d'immagini

Doge Francesco Morosini
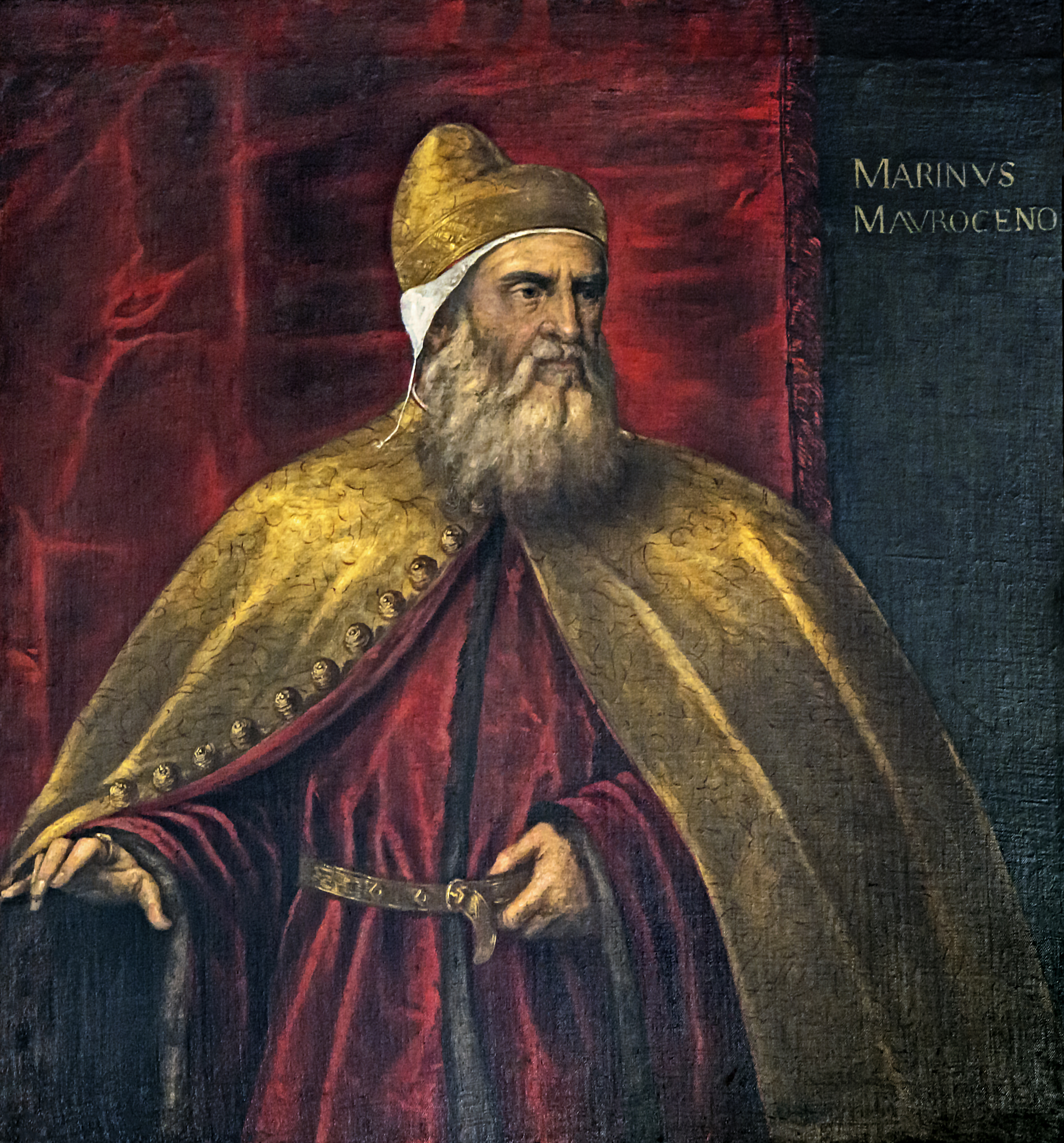
Doge Marino Morosini
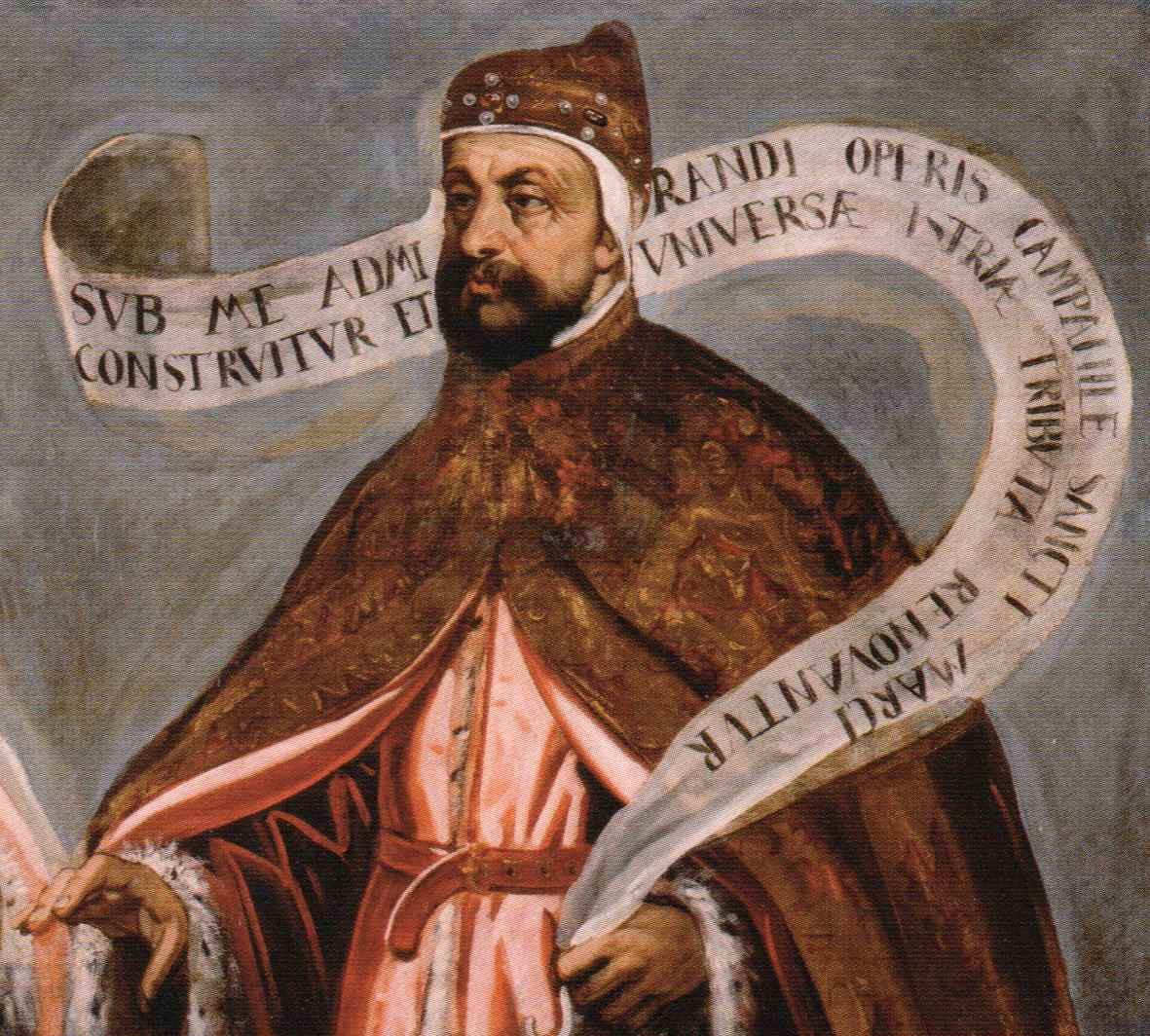
Doge Domenico Morosini
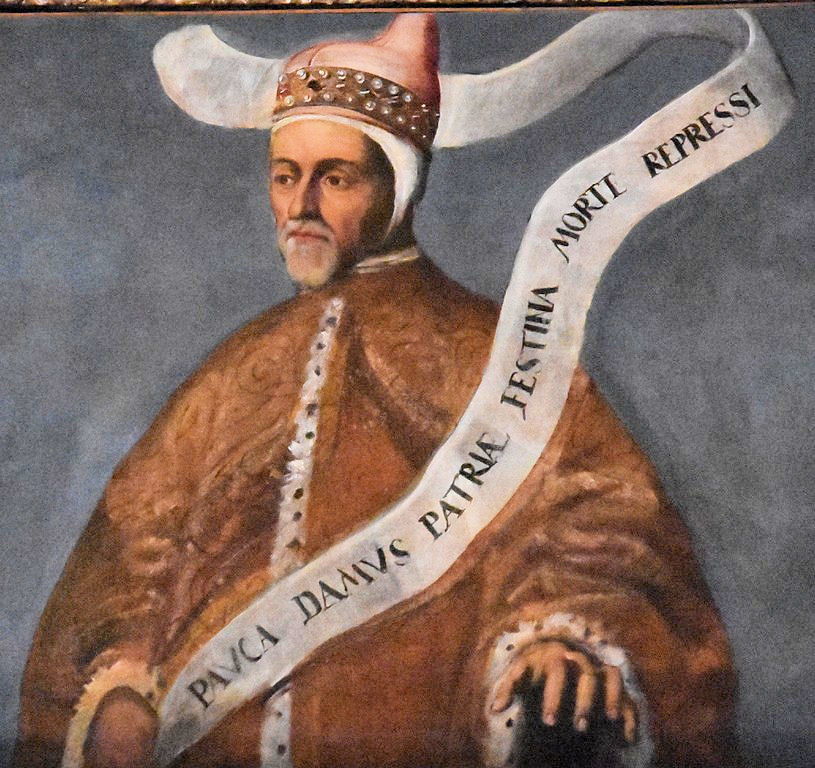
Doge Michele Morosini
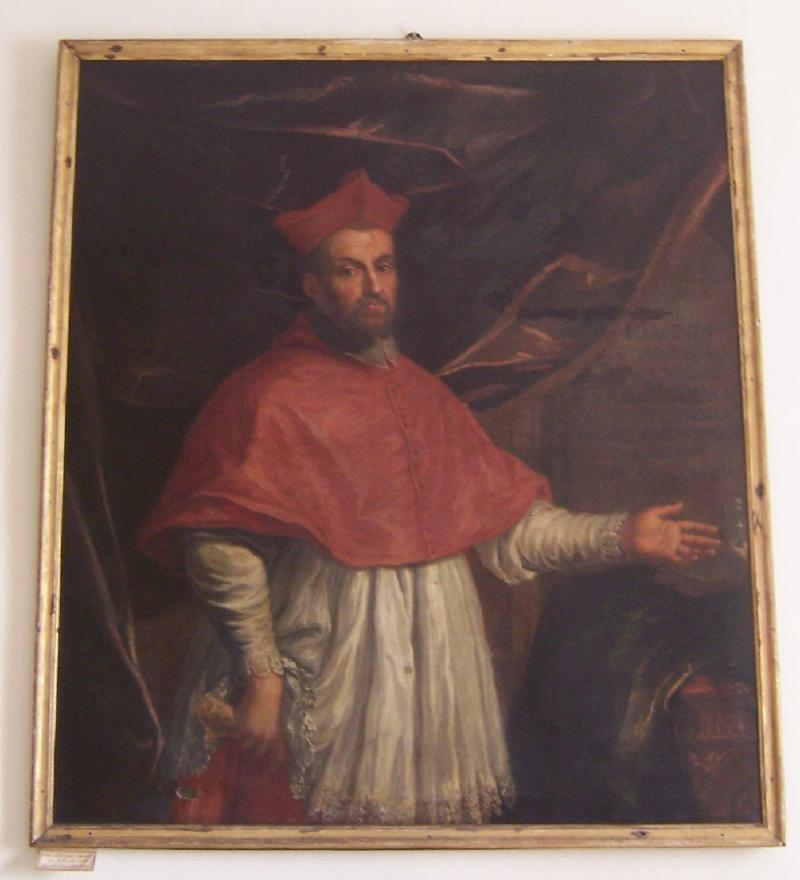
Giovan Francesco Cardinal Morosini
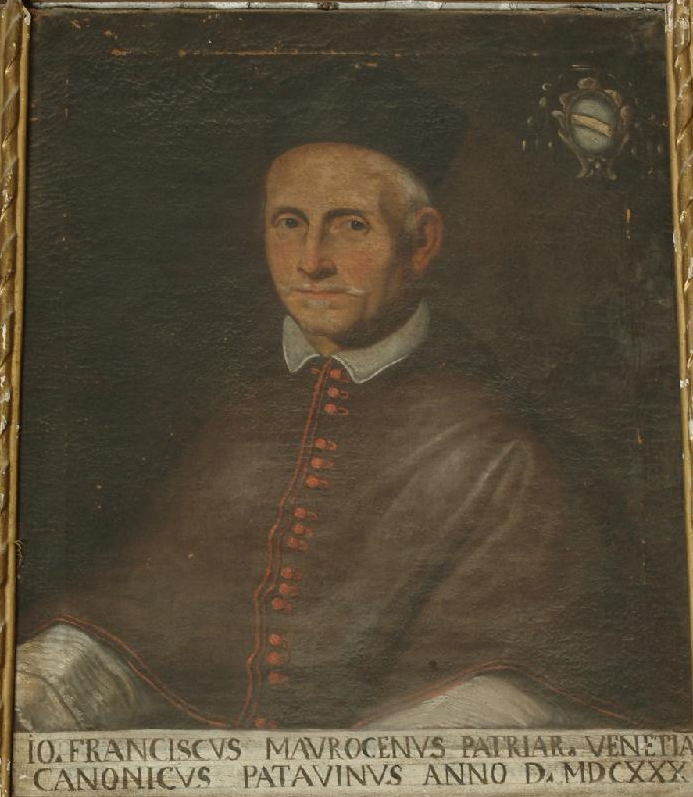
Gianfrancesco Morosini Patriarca di Venezia
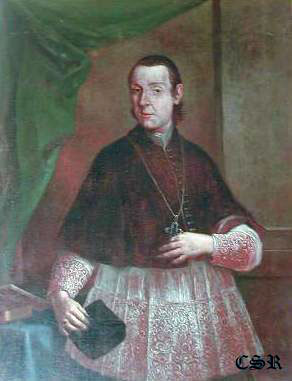
Giovanni Morosini Vescovo
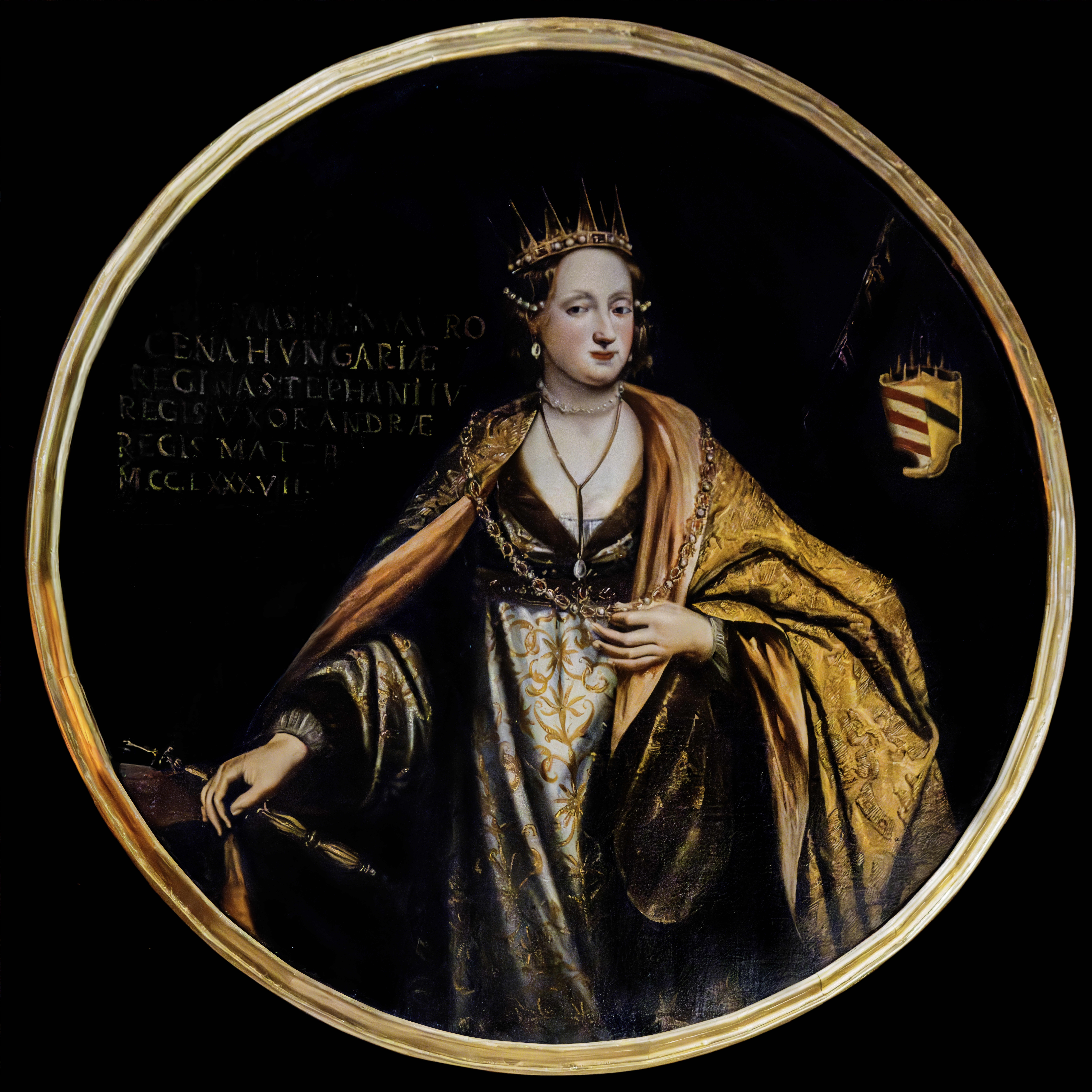
Tommasina Morosini Regina di Ungheria
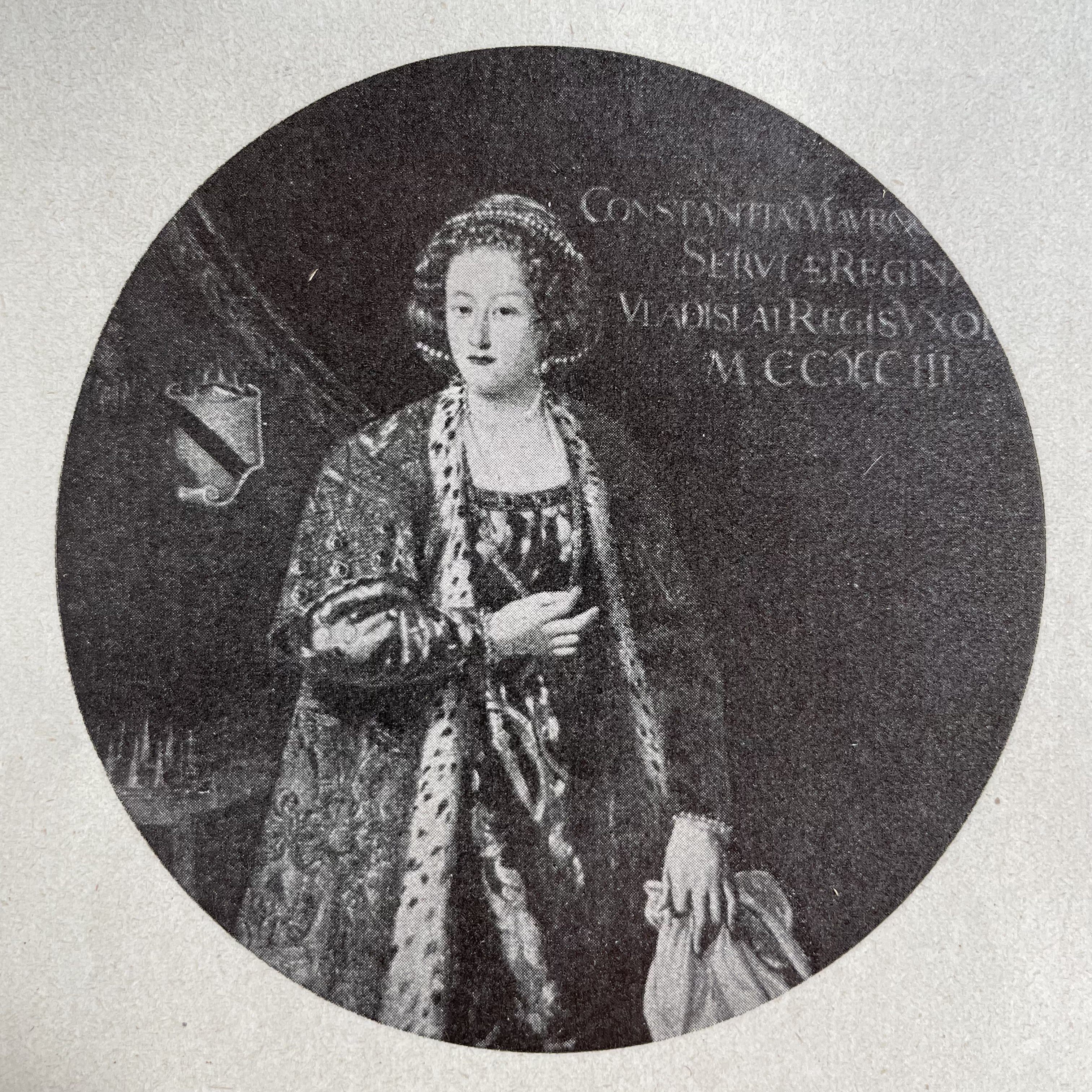
Costanza Morosini Regina di Serbia
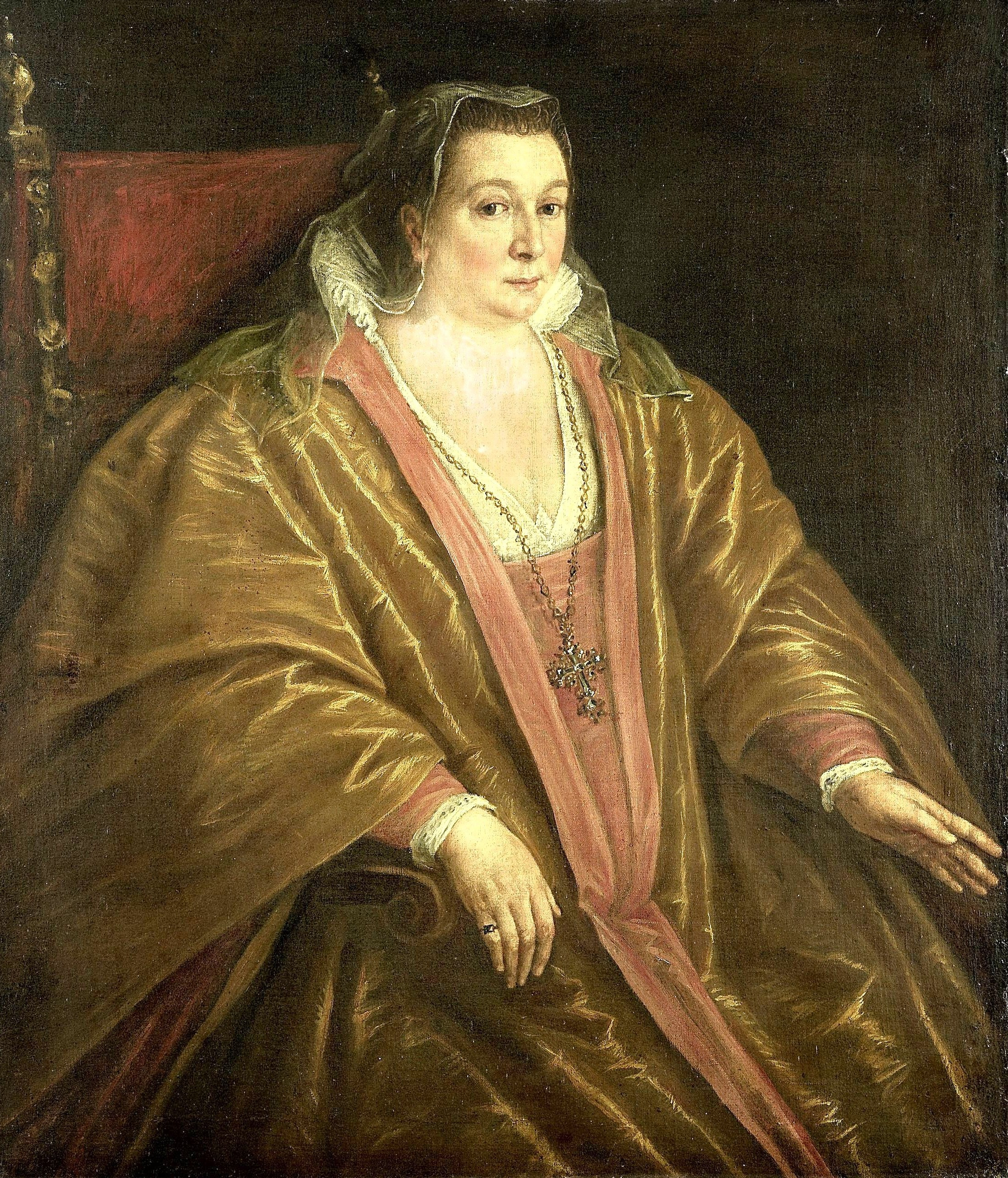
Morosina Morosini Dogaressa